# 그리츠

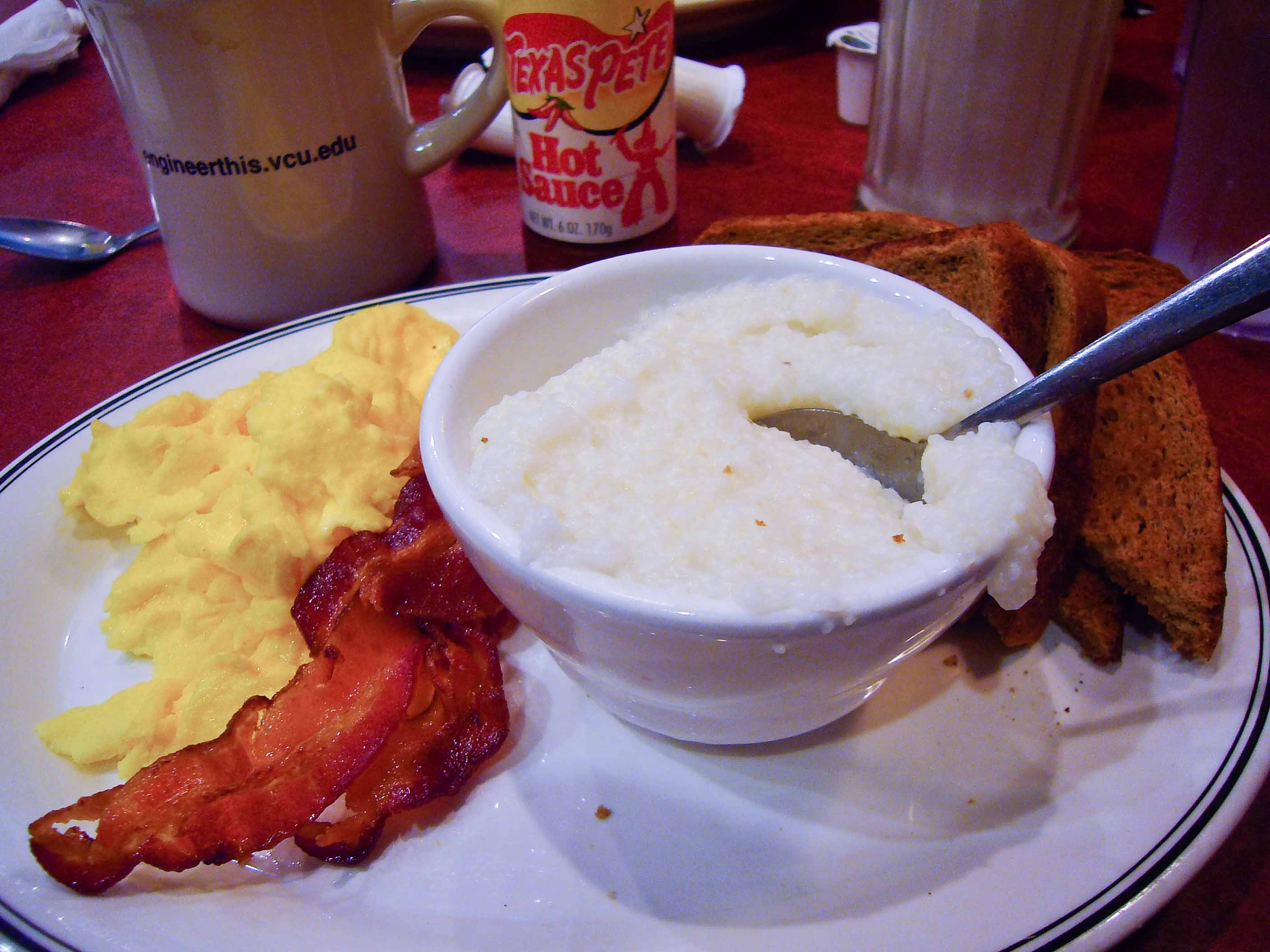

그리츠(Grits)는 삶은 옥수수 가루로 만든 일종의 포리지이다. 호미니 그리츠(Hominy grits)는 과피가 제거된 닉스타말화(nixtamalization)라는 과정에서 알칼리로 처리된 옥수수인 호미니(hominy, 닉스타말)로 만든 일종의 그릿(grit)이다. 따뜻한 소금물이나 우유로 요리하고 수프로 간주한다. 그리츠는 종종 조반 요리로 조미료와 함께 제공된다. 그리츠는 짭짤하거나 달콤할 수 있으며 짭짤한 조미료가 더 일반적이다. 그리츠는 폴렌타 및 미엘리파프(mieliepap)와 같은 전 세계의 다른 두꺼운 옥수수 기반 죽과 유사하다. 이 요리는 미국 남부에서 시작되었지만 현재 전국적으로 제공된다. 그리츠는 주로 남부에서 제공되는 저녁 식사 앙트레 쉬림프 앤 그리츠의 일부이다.
"grits"라는 단어는 "거친 식사"를 의미하는 고대 영어 단어 grytt에서 파생되었다. 사우스캐롤라이나주 찰스턴 지역에서는 1980년대까지 조리된 호미니 그리츠를 주로 "호미니"라고 불렀다.

## 기원
이 요리는 호미니와 유사한 옥수수를 사용하는 아메리카 원주민 머스코지(Muscogee) 부족에서 시작되었다. 미국 식민지 개척자들은 아메리카 원주민에게서 요리를 만드는 법을 배웠고 빠르게 미국의 필수품이 되었다.
그 당시 그리츠에 대한 호미니는 석재 공장에서 분쇄되었다. 분쇄된 호미니는 스크린을 통과했고, 더 미세한 체로 쳐진 재료는 그리츠 식사로 사용되었고 더 거친 것은 그리츠로 사용되었다.
미국에서 판매되는 그리츠의 4분의 3은 로어 텍사스에서 워싱턴 D.C.까지 뻗어 있는 지역인 남부에서 구입하며, 이 지역은 때때로 "그리츠 벨트"라고 불린다. 조지아 주는 2002년에 그리츠를 공식 조리 식품으로 선언했다. 사우스 캐롤라이나에서도 유사한 법안이 도입되어 공식적인 주 식품으로 지정되었지만 진전되지 않았다. 그럼에도 불구하고 사우스 캐롤라이나에는 여전히 옥수수 가루와 곡물만을 다루는 전체 법안이 있다. 사우스 캐롤라이나의 주법은 밀가루에 대한 요구 사항과 유사하게 밀가루와 쌀가루를 강화하도록 요구한다.
그리츠는 사용된 옥수수의 색상에 따라 노란색 또는 흰색일 수 있다. 슈퍼마켓에서 가장 흔히 볼 수 있는 버전은 세균과 껍질을 제거한 "퀵"(quick) 그리츠이다.

## 같이 보기
- 크림드 콘
- 미국 요리
- 알곡
- 폴렌타